# José Bernardino de Portugal e Castro
José Bernardino de Portugal e Castro, 12e graaf van Vimioso en 5e markies de Valença (Salvador, 20 mei 1780 - Lissabon, 26 februari 1840) was een Portugees premier ten tijde van de monarchie.

## Levensloop
Hij was als brigadier actief in het Portugese leger en een vertrouwensman van de koninklijke familie. Hij was onder andere ridder en pair van het Portugese koninkrijk.
Van 6 december 1826 tot en met 9 januari 1827 was hij minister van Oorlog en van 4 tot en met 5 november 1836 was hij tevens voor korte tijd premier van Portugal.
- International Standard Name Identifier: 0000 0004 2829 1065
- Virtual International Authority File: 306462957